# 海伦·米尼
海伦·米尼（英語：Helen Meany，1904年12月15日—1991年7月21日），美国女子跳水运动员。她曾代表美国参加1920年、1924年和1928年夏季奥林匹克运动会跳水比赛，其中1928年奥运会获得一枚金牌。